# Sora o kakeru shōjo
Sora o kakeru shōjo (宇宙をかける少女, littéralement « la fille qui a bondi dans l'espace ») est un anime japonais de Studio Sunrise de vingt-six épisodes, diffusé pour la première fois le 5 janvier 2009.

## Trame
En l’an 311 du calendrier Orbital, à une époque où l’humanité a migré vers le centre de l’univers dans une multitude de colonies spatiales, une jeune fille appelée Akiha Shishido fait la rencontre de Leopard, une intelligence artificielle installée dans une de ces colonies. Akiha est rejointe ensuite par l’officier de la police inter-coloniale Itsuki Kannagi puis une fille taciturne Honoka Kawai et un robot appelé Imoko - Imo-chan - Shishido.

## Personnages
- Akiha Shishido (獅子堂 秋葉, Shishidō Akiha?) (MAKO) : Troisième fille de la famille Shishido, elle a 17 ans et étudie actuellement au lycée. Après s'être enfuie de chez elle à la suite d'une offre de mariage de sa tutrice, elle fait la connaissance de Léopard. Par la suite elle l'aidera à s'auto-réparer pour combattre Nerval et Xanthipe. Elle s'angoisse souvent du fait qu'elle ne sait pas encore quoi faire de son avenir alors que ses trois sœurs sont déjà occupées par une activité.
- Imoko "Imo-chan" Shishido (獅子堂 妹子, Shishidō Imoko?) (Ai Nonaka) : Ce petit robot de la taille d'une poupée de chiffon est l'amie la plus précieuse d'Akiha. Fan de véhicule en tous genres, elle étudie aussi au collège. Elle peut piloter un androïde à taille humaine pour se faciliter certaines tâches (notamment ménagères).
- Nami Shishido (獅子堂 ナミ, Shishidō Nami?) (Yuuka Nanri) : Seconde fille de la famille Shishido, elle est agoraphobe (peur de la foule) et reste tout le temps cloîtrée dans la maison. Elle ne supporte pas Akiha qui est à ses yeux bien trop chouchoutée. De par son agoraphobie qui l'incite à vouloir détruire tout le monde elle deviendra la partenaire de Xanthipe.
- Sakura Shishido (獅子堂 桜, Shishidō Sakura?) (Momoko Saitō) : Dernière fille de la famille Shishido, c'est un génie puisqu'à douze ans elle possède déjà un doctorat. Elle s'exprime souvent par onomatopées et il semblerait que seule Nami soit incapable de la comprendre.
- Takane Shishido (獅子堂 高嶺, Shishidō Takane?) (Yukana) : Sœur aînée de la famille Shishido, elle combat dans l'ombre les adeptes de Nerval.
- Kazane Shishido (獅子堂 風音, Shishidō Kazane?) (Yukari Tamura) : Tutrice des filles Shishido, elle prendra le commandement de la famille après l'apparition de Nerval. Elle semble en savoir beaucoup sur les trois colonies-cerveaux.
- Honoka Kawai (河合 ほのか, Kawai Honoka?) (Yui Makino) : Cette jeune fille aux pouvoirs étranges est une survivante de l'Existence (on ignore de quoi il s'agit). Elle voue une haine terrible à Nerval et une profonde amitié pour Léopard. On pourrait la qualifier d'ange-gardien de la colonie et de sa partenaire. C'est une X-QT, sorte de soldat développant d'étranges pouvoir, elle contrôle la gravité.
- Istuki Kannagi (神凪 いつき, Kannagi Itsuki?) (Aya Endō) : Cette policière de l'ICP enquêtait sur les phénomènes liés à l'apparition de Léopard. Son enquête perturbant les têtes de l'ICP elle poursuivra clandestinement et se joindra à Akiha pour comprendre ce qui se passe réellement.
- Ul (ソルジャーウル, Sorujā Uru?) : Robot du même acabit qu'Imo-chan, c'est un inspecteur de l'ICP et partenaire d'Itsuki. Son androïde ressemble à un costume de Batman miniature, truffé d'armes en tous genres.
- Nina Stratovski (ニーナ·ストラトスキー, Nīna Sutoratosukī?) : C'est la supérieure d'Itsuki. C'est elle qui la fera passer pour morte afin qu'elle puisse continuer à enquêter en toute liberté.

## Colonies-cerveaux
Les colonies-cerveaux sont d'anciennes colonies (type O'neil) dont le fonctionnement est géré par une IA. Chacune possède une arme afin de se défendre. Elles sont décrites comme des objets bannis.
- Léopard : Assez imbu de sa personne, il considère tout le monde comme inférieur, particulièrement les humains qu'il juge stupides. Il cherche à s'auto-réparer et compte sur l'aide d'Akiha (bien qu'il ait une étrange façon de le dire). C'est un cube pourvu d'un œil dans un angle et qui repose sur un cercle équipé de deux bras avec main. Sa colonie est cylindrique, avec trois importants miroirs pour le recharger en énergie solaire. Son armement principal est un canon à antimatière (tir spirituel), mais il attaque également avec une armée de QT-Arms autonomes.

- Nerval (ネルヴァル, Neruvaru?) : Défini comme l'ennemi de Léopard et de toute l'humanité, il semble avoir perdu une première bataille contre Léopard à la suite de quoi il perdit son corps. L'IA ressemble à une tête d'où jaillissent des tentacules. Il est protégé par une X-QT très puissante le temps de retrouver son corps, et abrité par sa complice Xanthipe.

- Xanthipe (クサンチッペ, Kusanchippe?) : C'est une colonie soucieuse de son apparence physique. L'IA ressemble à un casque de soldat grec pendant l'Antiquité. D'après ses dires il semblerait que Léopard soit la plus jeune des trois colonies.

## QT
Ce symbole désigne ce qui semble être les unités combattantes d'une guerre ancienne et particulièrement importante.

### X-QT
Il s'agit de soldats améliorés développant des pouvoirs spéciaux. Ils sont toujours autorisés mais les nouvelles générations sont plus limitées et surveillées par le gouvernement. Les anciennes générations se remarquent par la puissance de leur pouvoir et leurs yeux qui deviennent rouges s'ils l'utilisent. Les nouvelles générations ne présentent que des cernes autour des yeux, témoins de leur pouvoir limité.

### QT-Arms
Ces drôles d'engins ont été conçus à la base pour le combat. Il s'agit d'unités individuelles dont la partie supérieure est un robot et la partie inférieure les roues pour le roulage au sol et les propulseurs pour la manœuvrabilité spatiale. Les QT-Arms peuvent changer d'apparence suivant l'imagination du pilote (par exemple basculer les roues devant pour servir de bras supplémentaires). Ils sont pour la plupart armés.